# Psaume 144 (143)

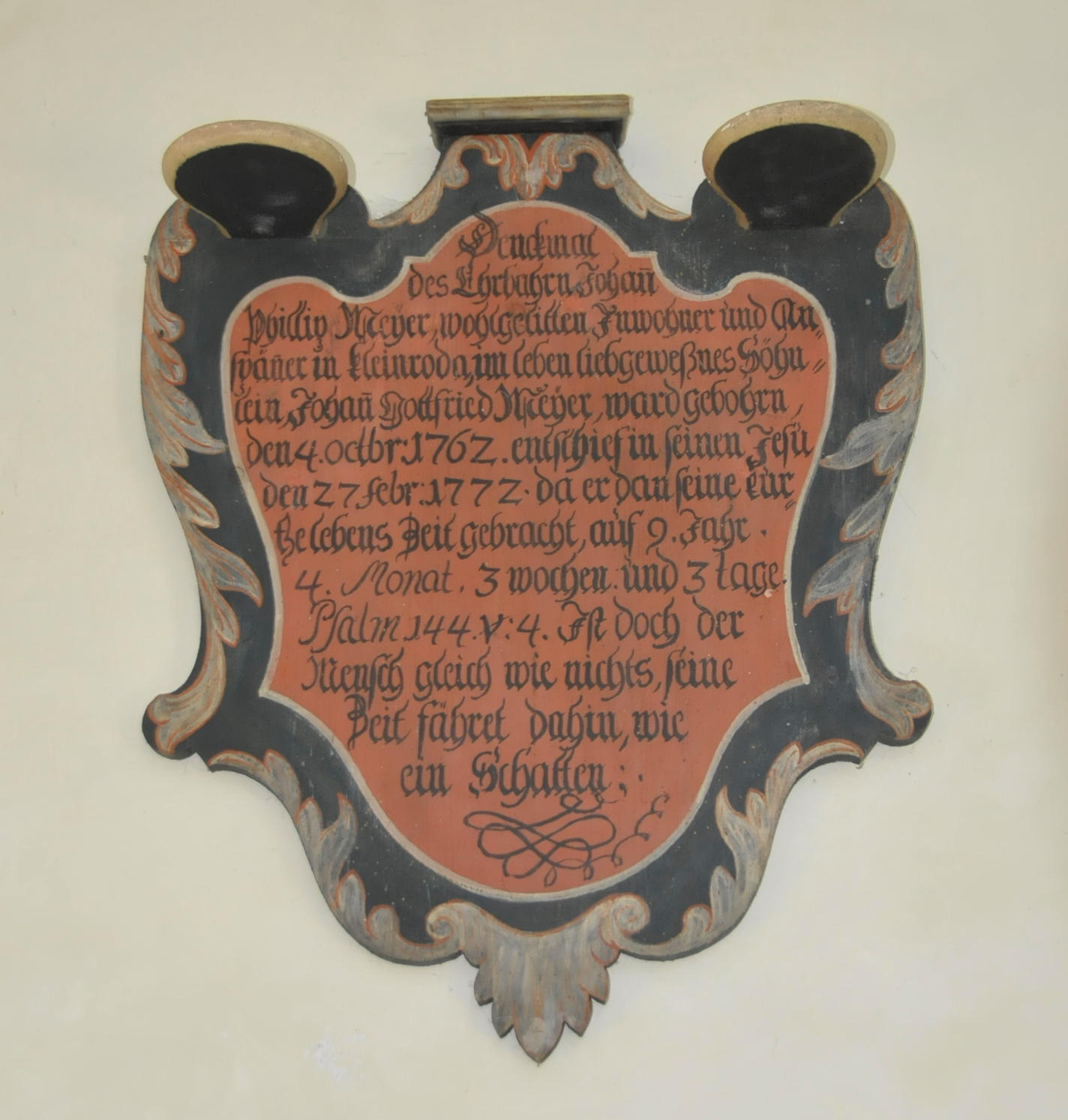
Le 4° verset du psaume 144 sur une plaque dans l'église du monastère Saint Laurent de Donndorf.

Le psaume 144 (143 selon la numérotation grecque) est attribué à David.

## Texte
N.B. S’il y a conflit de numérotation des versets entre l’hébreu et le latin, c’est l’original hébreu qui prévaut et la traduction française le suit. Par contre, le latin ne se plie pas à la numérotation affichée. Les numéros de versets s'appliquent au texte latin, mais la traduction est décalée par endroits.
| verset | original hébreu                                                        | traduction française de Louis Segond | Vulgate latine |
| ------ | ---------------------------------------------------------------------- | --- | --- |
| 1      | לְדָוִד: בָּרוּךְ יְהוָה, צוּרִי-- הַמְלַמֵּד יָדַי לַקְרָב;אֶצְבְּעוֹתַי, לַמִּלְחָמָה                 | [De David.] Béni soit l’Éternel, mon rocher, qui exerce mes mains au combat, mes doigts à la bataille,                                                 | [David adversus Goliad] Benedictus Dominus Deus meus qui docet manus meas ad proelium digitos meos ad bellum                      |
| 2      | חַסְדִּי וּמְצוּדָתִי, מִשְׂגַּבִּי וּמְפַלְטִי-לִי:מָגִנִּי, וּבוֹ חָסִיתִי; הָרוֹדֵד עַמִּי תַחְתָּי          | Mon bienfaiteur et ma forteresse, ma haute retraite et mon libérateur, mon bouclier, celui qui est mon refuge, qui m’assujettit mon peuple !           | Misericordia mea et refugium meum susceptor meus et liberator meus protector meus et in eo speravi qui subdis populum meum sub me |
| 3      | יְהוָה--מָה-אָדָם, וַתֵּדָעֵהוּ: בֶּן-אֱנוֹשׁ, וַתְּחַשְּׁבֵהוּ                                 | Éternel, qu’est-ce que l’homme, pour que tu le connaisses ? Le fils de l’homme, pour que tu prennes garde à lui ?                                      | Domine quid est homo quia innotuisti ei aut filius hominis quia reputas eum                                                       |
| 4      | אָדָם, לַהֶבֶל דָּמָה; יָמָיו, כְּצֵל עוֹבֵר                                          | L’homme est semblable à un souffle, ses jours sont comme l’ombre qui passe.                                                                            | Homo vanitati similis factus est dies eius sicut umbra praetereunt                                                                |
| 5      | יְהוָה, הַט-שָׁמֶיךָ וְתֵרֵד; גַּע בֶּהָרִים וְיֶעֱשָׁנוּ                                    | Éternel, abaisse tes cieux, et descends ! Touche les montagnes, et qu’elles soient fumantes !                                                          | Magnificentiam gloriae sanctitatis tuae loquentur et mirabilia tua narrabunt                                                      |
| 6      | בְּרוֹק בָּרָק, וּתְפִיצֵם; שְׁלַח חִצֶּיךָ, וּתְהֻמֵּם                                      | Fais briller les éclairs, et disperse mes ennemis ! Lance tes flèches, et mets-les en déroute !                                                        | Domine inclina caelos tuos et descende tange montes et fumigabunt                                                                 |
| 7      | שְׁלַח יָדֶיךָ, מִמָּרוֹם: פְּצֵנִי וְהַצִּילֵנִי, מִמַּיִם רַבִּים; מִיַּד, בְּנֵי נֵכָר                 | Étends tes mains d’en haut ; délivre-moi et sauve-moi des grandes eaux, de la main des fils de l’étranger,                                             | Fulgora coruscationem et dissipabis eos emitte sagittas tuas et conturbabis eos                                                   |
| 8      | אֲשֶׁר פִּיהֶם, דִּבֶּר-שָׁוְא; וִימִינָם, יְמִין שָׁקֶר                                    | Dont la bouche profère la fausseté, et dont la droite est une droite mensongère.                                                                       | Emitte manum tuam de alto eripe me et libera me de aquis multis de manu filiorum alienorum                                        |
| 9      | אֱלֹהִים--שִׁיר חָדָשׁ, אָשִׁירָה לָּךְ; בְּנֵבֶל עָשׂוֹר, אֲזַמְּרָה-לָּךְ                          | Ô Dieu ! je te chanterai un cantique nouveau, je te célébrerai sur le luth à dix cordes.                                                               | Deus canticum novum cantabo tibi in psalterio decacordo psallam tibi                                                              |
| 10     | הַנּוֹתֵן תְּשׁוּעָה, לַמְּלָכִים: הַפּוֹצֶה, אֶת-דָּוִד עַבְדּוֹ--מֵחֶרֶב רָעָה                      | Toi, qui donnes le salut aux rois, qui sauvas du glaive meurtrier David, ton serviteur,                                                                | Qui das salutem regibus qui redimit David servum suum de gladio maligno                                                           |
| 11     | פְּצֵנִי וְהַצִּילֵנִי, מִיַּד בְּנֵי-נֵכָר:אֲשֶׁר פִּיהֶם, דִּבֶּר-שָׁוְא; וִימִינָם, יְמִין שָׁקֶר          | Délivre-moi et sauve-moi de la main des fils de l’étranger, dont la bouche profère la fausseté, et dont la droite est une droite mensongère !...       | Eripe me et eripe me de manu filiorum alienigenarum quorum os locutum est vanitatem et dextera eorum dextera iniquitatis          |
| 12     | אֲשֶׁר בָּנֵינוּ, כִּנְטִעִים-- מְגֻדָּלִים בִּנְעוּרֵיהֶם:בְּנוֹתֵינוּ כְזָוִיֹּת-- מְחֻטָּבוֹת, תַּבְנִית הֵיכָל | Nos fils sont comme des plantes qui croissent dans leur jeunesse ; nos filles comme les colonnes sculptées qui font l’ornement des palais.             | Quorum filii sicut novella plantationis in iuventute sua filiae eorum conpositae circumornatae ut similitudo templi               |
| 13     | מְזָוֵינוּ מְלֵאִים-- מְפִיקִים מִזַּן, אֶל-זַן:צֹאונֵנוּ מַאֲלִיפוֹת, מְרֻבָּבוֹת-- בְּחוּצוֹתֵינוּ    | Nos greniers sont pleins, regorgeant de toute espèce de provisions ; nos troupeaux se multiplient par milliers, par dix milliers, dans nos campagnes ; | Promptuaria eorum plena eructantia ex hoc in illud oves eorum fetosae abundantes in egressibus suis                               |
| 14     | אַלּוּפֵינוּ, מְסֻבָּלִים: אֵין-פֶּרֶץ, וְאֵין יוֹצֵאת; וְאֵין צְוָחָה, בִּרְחֹבֹתֵינוּ              | Nos génisses sont fécondes ; point de désastre, point de captivité, point de cris dans nos rues !                                                      | Boves eorum crassi non est ruina maceriae neque transitus neque clamor in plateis eorum                                           |
| 15     | אַשְׁרֵי הָעָם, שֶׁכָּכָה לּוֹ: אַשְׁרֵי הָעָם, שֱׁיְהוָה אֱלֹהָיו                               | Heureux le peuple pour qui il en est ainsi ! Heureux le peuple dont l’Éternel est le Dieu !                                                            | Beatum dixerunt populum cui haec sunt beatus populus cuius Dominus Deus eius                                                      |

## Usages liturgiques

### Dans le judaïsme
Le psaume 144 est récité dans certaines communautés avant l’office de Maariv, à la fin du Shabbat. Le 15e verset du psaume se trouve dans le prière d’Ashrei, ainsi que dans les Zemirot.

### Dans le christianisme

#### Chez les catholiques
Ce psaume fut sélectionné pour l'office de vêpres par saint Benoît de Nursie vers 530. Aussi était-il traditionnellement exécuté lors de vêpres du vendredi, selon la règle de saint Benoît. Comme le psaume 144 (143) est assez long, le fondateur de son ordre divisa celui-ci en deux. Donc, les versets à partir de Deus, canticum novum cantabo tibi étaient sa division, et les vêpres du vendredi ne comptaient que trois psaumes au lieu de quatre,.
Dans la liturgie des Heures, le psaume 144 est actuellement récité aux vêpres du jeudi de la quatrième semaine.

## Mise en musique
- Michel-Richard de Lalande, compositeur de Louis XIV, écrit en 1695 un grand motet concernant ce psaume (S44), pour les offices célébrés à la chapelle royale du château de Versailles. Charles Levens  a composé un grand motet sur ce texte.